# Clonmacnoise-annalerne
Clonmacnoise-annalerne (irsk: Annála Chluain Mhic Nóis) er en oversættelse til tidlig moderne engelsk fra 1627 af en nu tabt irsk krønike, der dækkede begivenheder i Irlands forhistorie frem til 1408. Værket kaldes nogle gange for Mageoghagan's Book efter dets oversætter Conall Mag Eochagáin. Dens mest almindelige navn, Clonmacnoise-annalerne, kommer fra klostret i Clonmacnoise, hvor man mener at den oprindelige irske tekst er samlet.
Den er én af de irske annaler, der bygger videre på den hypotetiske Irlandskrøniken.